# Оленівка (Захарівська селищна громада)
Оле́нівка — село в Україні, у Захарівській селищній громаді Роздільнянського району Одеської області. Населення становить 437 осіб.
До 17 липня 2020 року було підпорядковане Захарівському району, який був ліквідований.

## Населення
Згідно з переписом 1989 року населення села становило 486 осіб, з яких 212 чоловіків та 274 жінки.
За переписом населення 2001 року в селі мешкало 425 осіб.

### Мова
Розподіл населення за рідною мовою за даними перепису 2001 року:
| Мова       | Відсоток |
| ---------- | -------- |
| українська | 88,56 %  |
| молдовська | 7,55 %   |
| російська  | 3,2 %    |
| болгарська | 0,46 %   |